# ۷ اردیبهشت
۷ اردیبهشت سی و هشتمین روز سال در گاه‌شماری خورشیدی است. به پایان سال ۳۲۷ روز (۳۲۸ روز در سال کبیسه) باقی‌است

## مناسبت‌ها
- روز جهانی طراحی و گرافیک

## رویدادها
- ۱۳۹۸ - کشته شدن طلبه همدانی

## زادروزها
- ۱۳۵۳ - آرش مجیدی، بازیگر
- ۱۳۶۳ - شهاب مظفری، خواننده
- ۱۳۷۷ - سارینا فرهادی، بازیگر

## درگذشت‌ها
- ۱۳۶۵ - آتش خیر، بازیگر